# Resorts World Las Vegas Tower I
La Resorts World Las Vegas Tower I est un gratte-ciel en construction à Las Vegas aux États-Unis. Il abritera un casino et 3500 chambres d'hôtel. Il s'élèvera à 205 mètres lors de son achèvement prévu pour 2020.